# العلاقات البوتانية الشمال مقدونية
العلاقات البوتانية الشمال مقدونية هي العلاقات الثنائية التي تجمع بين بوتان وشمال مقدونيا.

## مقارنة بين البلدين
هذه مقارنة عامة ومرجعية للدولتين:
| وجه المقارنة                                              | بوتان          | شمال مقدونيا                                               |
| --------------------------------------------------------- | -------------- | ---------------------------------------------------------- |
| المساحة (كم2)                                             | 38.39 ألف      | 25.71 ألف                                                  |
| عدد السكان (نسمة)                                         | 807.61 ألف     | 2.08 مليون                                                 |
| الكثافة السكانية (ن./كم²)                                 | 21.04          | 80.9                                                       |
| العاصمة                                                   | تيمفو          | إسكوبية                                                    |
| اللغة الرسمية                                             | لغة دزونكا     | اللغة المقدونية، اللغة الألبانية                           |
| العملة                                                    | نغولترم بوتاني | دينار مقدوني                                               |
| الناتج المحلي الإجمالي (بليون دولار)                      | 2.51 مليار     | 11.34 مليار                                                |
| الناتج المحلي الإجمالي (تعادل القوة الشرائية) بليون دولار | 6.49 مليار     | 29.26 مليار                                                |
| الناتج المحلي الإجمالي الاسمي للفرد دولار أمريكي          | 2.66 ألف       | 4.85 ألف                                                   |
| الناتج المحلي الإجمالي للفرد دولار أمريكي                 | 7.82 ألف       | 16.25 ألف                                                  |
| مؤشر التنمية البشرية                                      | 0.605          | 0.747                                                      |
| رمز المكالمات الدولي                                      | +975           | +389                                                       |
| رمز الإنترنت                                              | .bt            | .mk                                                        |
| المنطقة الزمنية                                           | ت ع م+06:00    | توقيت وسط أوروبا، ت ع م+01:00، ت ع م+02:00، أوروبا/سكوبيه ‏ |

## منظمات دولية مشتركة
يشترك البلدان في عضوية مجموعة من المنظمات الدولية، منها:
| علم المنظمة | اسم المنظمة                        | تاريخ انضمام بوتان | تاريخ انضمام شمال مقدونيا |
| ----------- | ---------------------------------- | ------------------ | ------------------------- |
|             | مؤسسة التنمية الدولية              | 28 سبتمبر 1981     | 25 فبراير 1993            |
|             | يونسكو                             | 13 أبريل 1982      | 28 يونيو 1993             |
|             | وكالة ضمان الاستثمار متعدد الأطراف | 21 أكتوبر 2014     | 19 مارس 1993              |
|             | الأمم المتحدة                      | 21 سبتمبر 1971     | 8 أبريل 1993              |
|             | الاتحاد البريدي العالمي            | ?                  | ?                         |
|             | البنك الدولي للإنشاء والتعمير      | 28 سبتمبر 1981     | 25 فبراير 1993            |
|             | الاتحاد الدولي للاتصالات           | 15 سبتمبر 1988     | 4 مايو 1993               |
|             | منظمة حظر الأسلحة الكيميائية       | ?                  | ?                         |
|             | مؤسسة التمويل الدولية              | 1 ديسمبر 2003      | 25 فبراير 1993            |
|             | منظمة الشرطة الجنائية الدولية      | ?                  | ?                         |

## وصلات خارجية
- موقع وزارة الخارجية البوتانية